# Zaleptus splendens
Zaleptus splendens is een hooiwagen uit de familie Sclerosomatidae.